# Томаш Змешкал
Томаш Змешкал (на чешки: Tomáš Zmeškal) е чешки преподавател, преводач и писател на произведения в жанра драма.

## Биография и творчество
Томаш Змешкал е роден през 1966 г. в Прага, Чехия. Баща му е от Конго, а майка му е чехкиня. След завършване на гимназията участва в чешката рок група „Psí vojáci“ (Военни песове) на чешкия музикант Филип Топол. През 1987 г. напуска тогавашната Чехословакия, за да живее в Лондон.
Завършва английски език и литература в Кингс Колидж на Лондонския университет. След дипломирането си работи като асистент и преподавател в Карловия университет, а после като учител по английска литература в гимназия. Заедно с работата си започна да пише разкази.
Първият му роман „Любовно писмо, написано с клинопис“ е издаден през 2008 г. В романа описва следвоенния свят на Чехословакия от 50-те години на ХХ век от постмодерна, фрагментирана гледна точка, чрез историята на едно семейство в Прага. Главните герои Йозеф и Квета се женят в началото на 50-те, но Йозеф е изпратен в затвора като политически затворник в продължение на 10 години. Квета е принудена да стане любовница на агента от чешката секретна полиция Хинек, а след освобождаването на Йозеф бракът им се разпада. След смъртта на Йозеф се появява клинописното писмо на Йозеф до Квета, доказателство за неговата безусловна любов към нея. През 2009 г. книгата получава наградата „Йозеф Шкворецки“ (на името на писателя Йозеф Шкворецки), а през 2011 г. получава наградата за литература на Европейския съюз.
Романът му „Биографията на черно-бялото агне“ (Životopis černobílého jehněte) от 2009 г. представя темата за живота на африканците в комунистическите страни в Източна Европа, в общество, в което официално се насърчава интернационалистическите нагласи и разбирателство между нациите, но на практика те страдат от расизма и враждебността, която ги заобикаля.
Член е на чешкия ПЕН клуб.
Томаш Змешкал живее със семейството си в Прага.

## Произведения

### Самостоятелни романи
- Milostný dopis klínovým písmem (2008) – награда за литература на Европейския съюз
Любовно писмо, написано с клинопис, изд.: „Балкани“ (2013), прев. Добромир Григоров
- Životopis černobílého jehněte (2009)
- Sokrates na rovníku (2013)